# Копили (зупинний пункт)
Копили́ — пасажирський зупинний пункт Полтавської дирекції Південної залізниці на електрифікованій лінії Полтава-Південна — Берестин між станцією Полтава-Південна (4 км) та зупинним пунктом Микільське (7,6 км). Розташований у селі Копили Полтавського району Полтавської області.

## Історія
15 травня 2012 року відкрита електрифікована дільниця Полтава — Берестин — Лозова.

## Пасажирське сполучення
На платформі Копили зупиняються приміські поїзди сполученням Полтава — Лозова.

## Колійний розвиток
Має дві відокремлені одна від одної територіальні локації на різних коліях з єдиною назвою та залізничним кодом станції. Одна (непарна) — у напрямку Лозова — Полтава-Південна, на східній околиці села Копили, за 4 км від станції Полтава-Південна. Друга (парна) — у напрямку Полтава-Південна — Лозова, розташована на південний схід від території КМС-132 біля промислової зони села Терешки, за 5 км від станції Полтава-Південна.

## Галерея

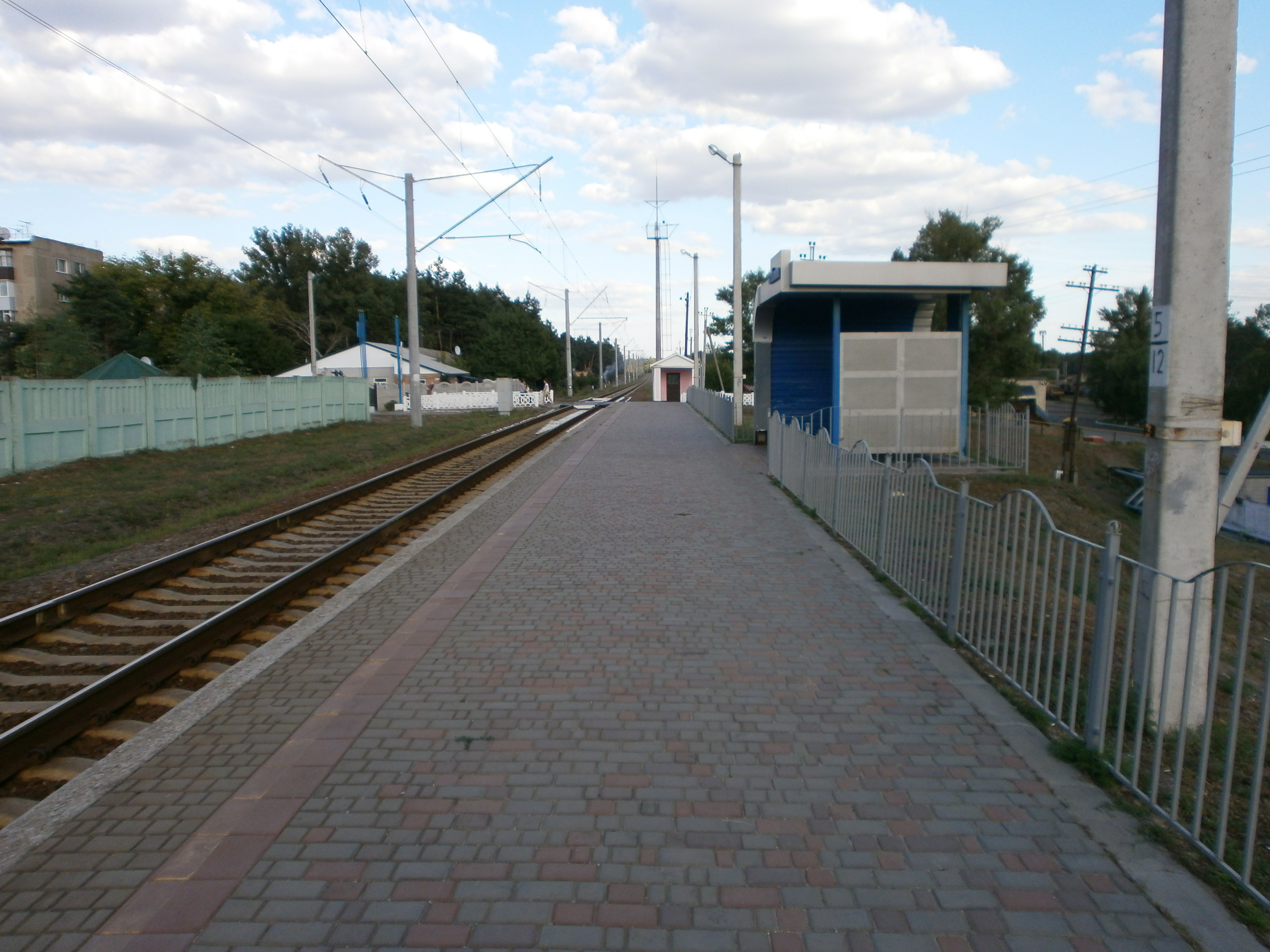
Зупинний пункт Копили
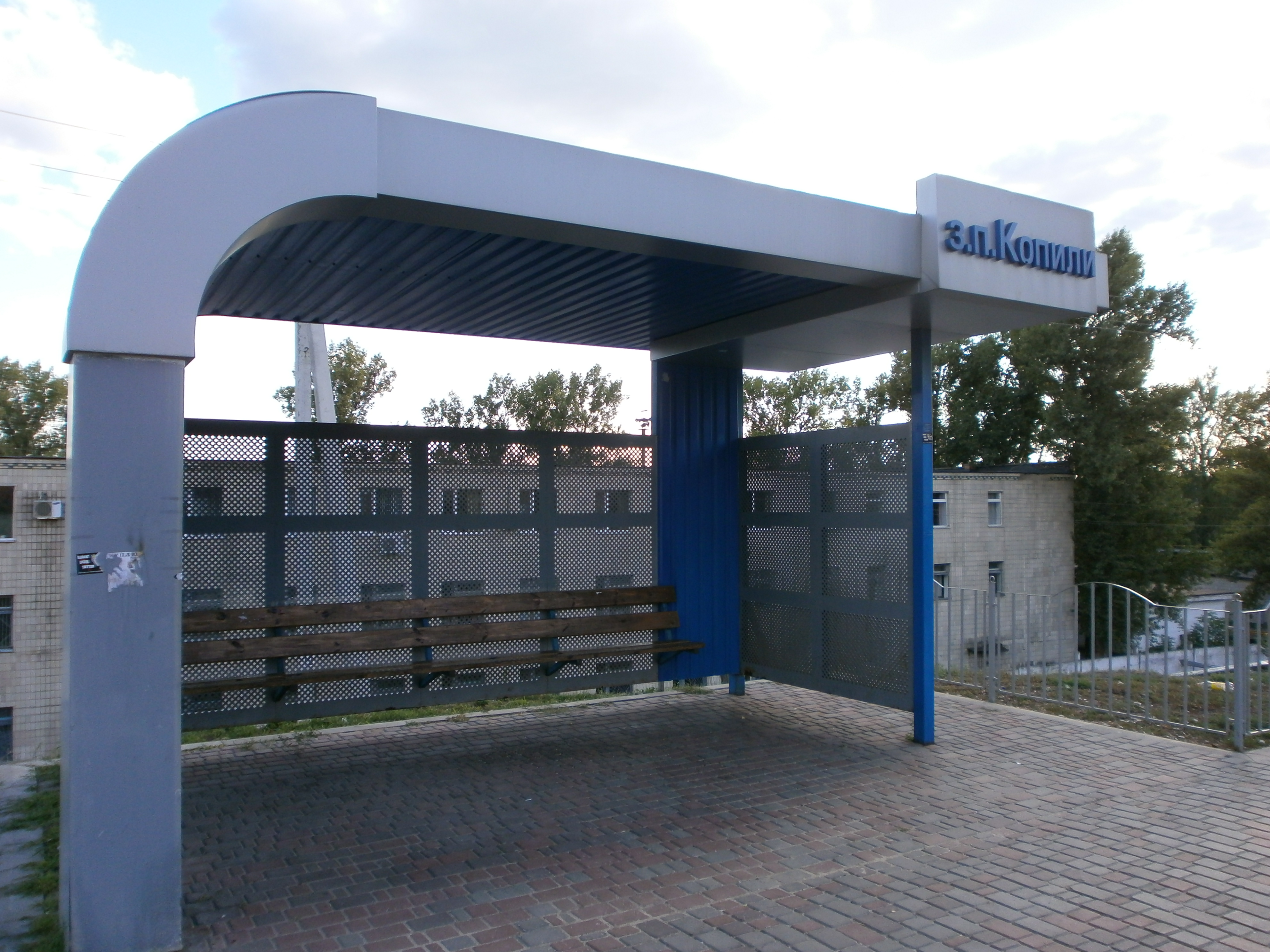
Павільйон на непарній платформі
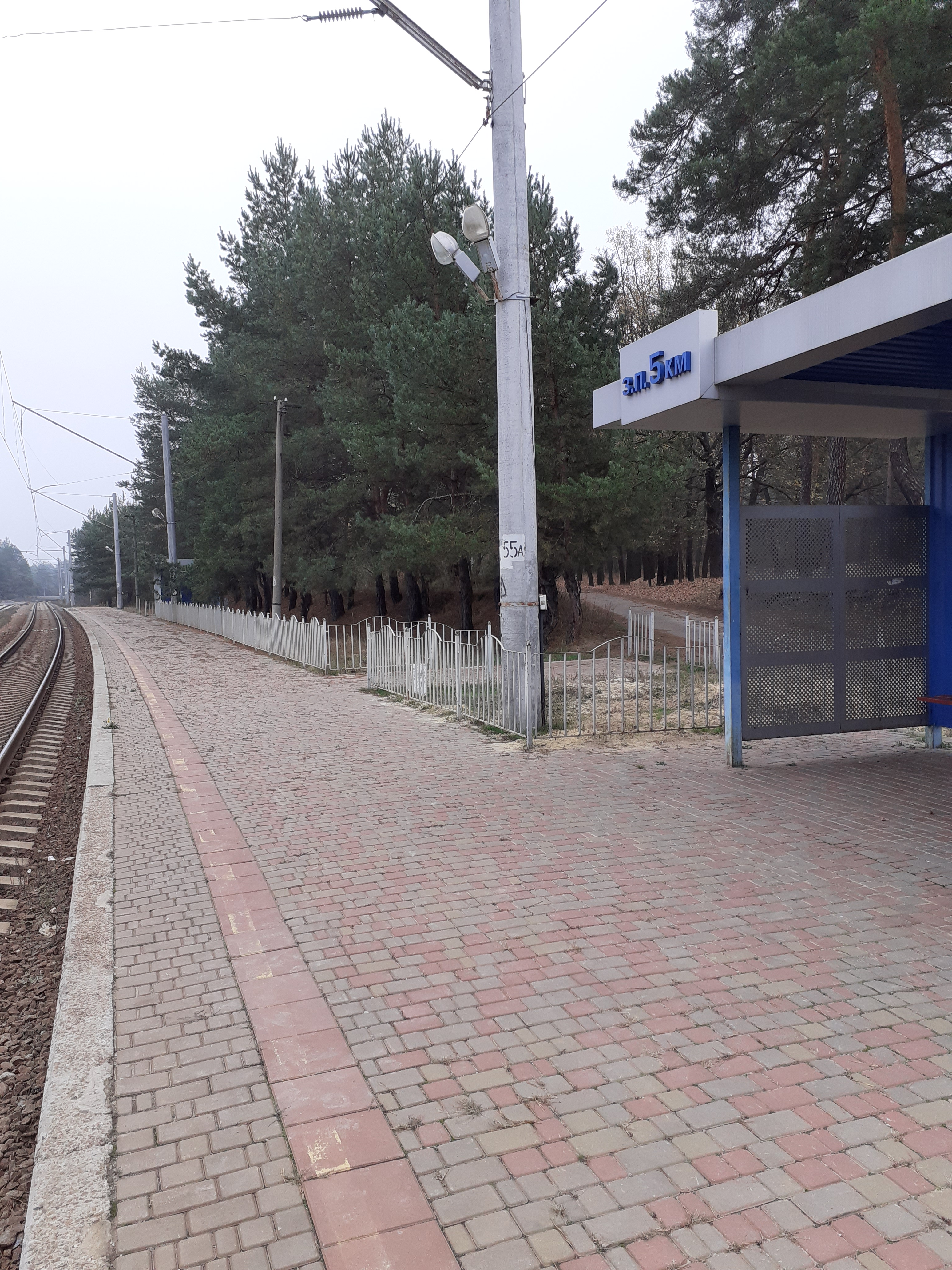
Парна платформа
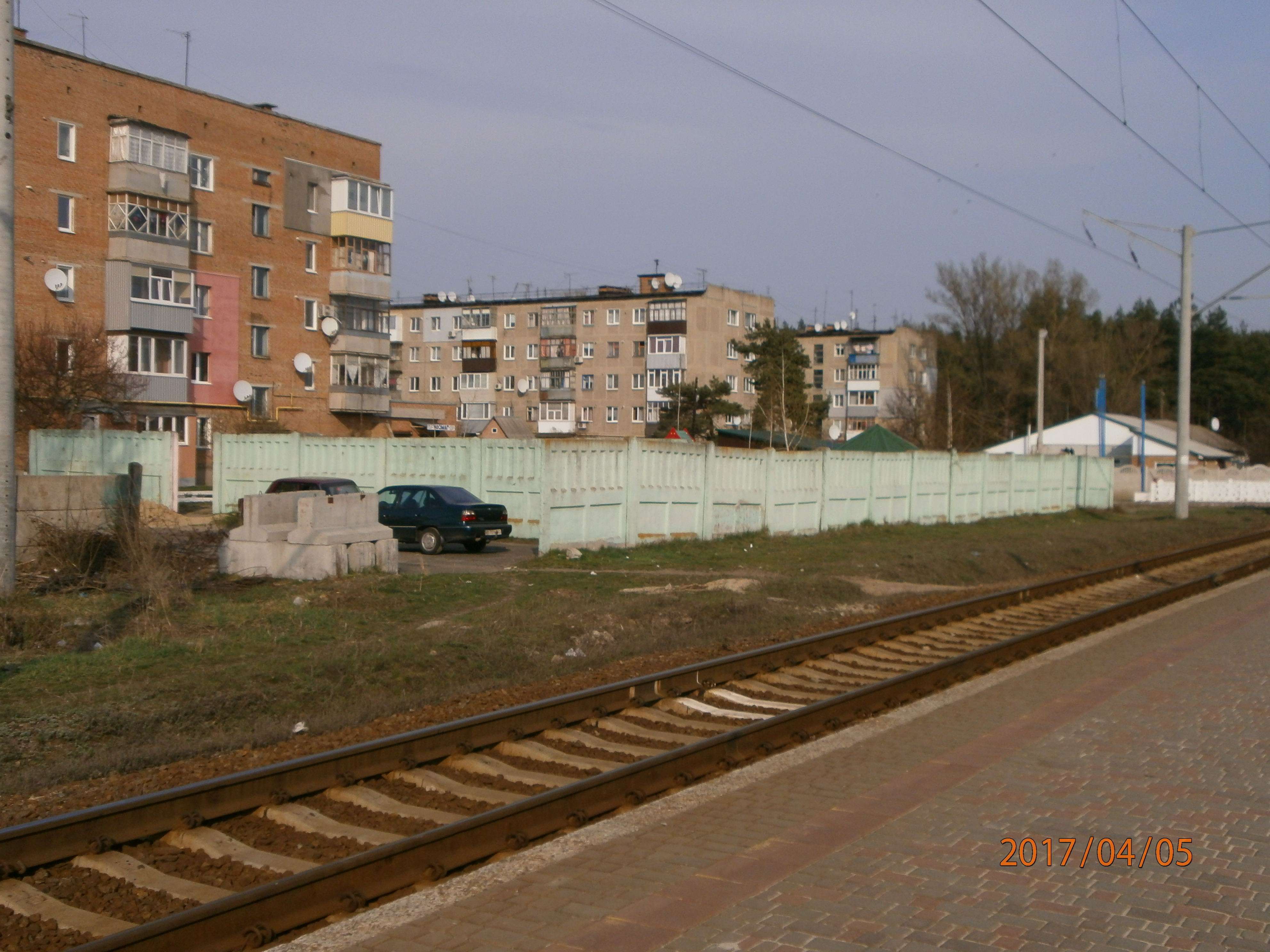
Вигляд із платформи